# 한국유통관리사협회
한국유통관리사협회(韓國流通管理士協會, The Korea Distrubution Managers Association ; KDMA)는 유통관리사들이 교류를 통해 유익하고 다양한 지식정보를 얻도록 지원하여 유통관리사의 복리증진 및 권익옹호에 이바지하기 위하여 설립된 사단법인이다. 서울특별시 서초구 잠원동 37-12에 있다.

## 관련 법령
- 유통산업발전법[4]

## 연혁
- 2000년 3월 1일 사단법인 판매사협회 창립준비위원회 발족
- 2002년 2월 5일 사단법인 판매사협회 산업자원부에 인가 신청
- 2004년 6월 1일 사단법인 한국유통관리사협회 부설 유통인적교육원 개원
- 2004년 12월 5일 사단법인 한국유통관리사협회 창립준비위원회 발족
- 2006년 10월 1일 사단법인 한국유통관리사협회 산업자원부에 인가 신청
- 2006년 12월 5일 사단법인 한국유통관리사협회 전국 총회 및 지부 결성
- 2007년 10월 1일 사단법인 한국유통관리사협회 지식경제부에 인가 신청
- 2008년 3월 27일 사단법인 한국유통관리사협회 지식경제부 정식 인가. 초대 이근재 회장 선임. 초대 이춘길 수석부회장(대표회원 겸임) 선임.
- 2009년 3월 15일 유통관리사개정사업위원회 발족 (위원장 이춘길 교수)
- 2009년 10월 1일 한국RFID유통교육원 개원
- 2010년 9월 5일 경제실천정의연대 유통분야 자문단 발족
- 2010년 10월 4일 이천시농산물축제 유통자문단 파견
- 2012년 2월 22일 유통관리사 출제기준과 범위 구성위원회 발족
- 2012년 11월 23일 한국유통기한감시연대 발족식
- 2013년 11월 22일 온라인유통과학대학 설립추진위원회 발족
- 2015년 5월 10일 유통관리사시험 이의신청과 문제검토위원회 발족

## 주요 업무
- 유통전문인으로서 회원 및 일반인에 대한 유통에 관한 전문교육 실시 및 연수
- 유통업무 영역개발 및 선진외국 유통산업, 유통기술, 유통제도 연구, 개발사업
- 유통관리사 직무제도화와 유통정책 및 제도개선에 관한 대정부정책 건의
- 민간자격증 운영
- 정부위탁사업 대행 및 용역사업 수행
- 사이버유통대학 설립운영 및 정보통신사업 참여
- 회보 및 각종 간행도서 발간
- 연구기관 단체와 유통정보 교류 및 협의체 구성
- 유통개선을 위한 연구용역 시행 및 자문
- 회원 상호간 친목도모 및 회원복리 및 권익을 위한 공제사업
- 기타 본회 목적달성에 필요한 사업

## 조직

### 감사

#### 사무국
| - 경영관리팀 | - 연구조사팀 | - 회원서비스팀 | - 컨설팅팀 | - 민원상담실 |

## 지회

### 대한민국 국내지회
| - 강원지회 | - 충북지회 | - 대전충남지회 | - 전북지회 | - 광주전남지회 | - 대구경북지회 | - 부산경남지회 | - 제주지회 |

### 해외지회
| - 미국지회 | - 일본지회 | - 중국지회 | - 유럽지회 |

## 같이 보기
- 한국농수산식품유통공사
- 한국석유유통협회
- 한국국제물류협회
- 한국통합물류협회
- 한국관세물류협회
- 한국철도물류협회